# 卡尔·路德维格·朗

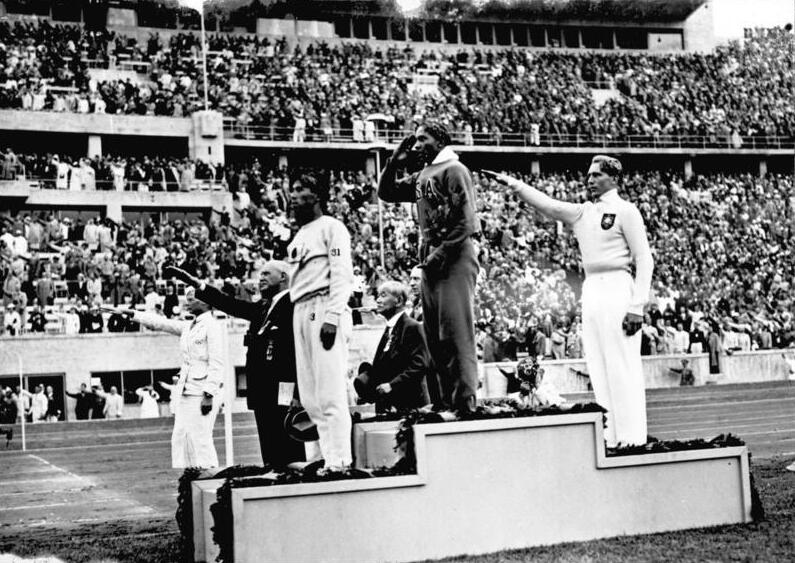
图中领奖台上右三为卡尔·路德维格·朗

卡尔·路德维格·朗（Luz Long，1913年4月27日—1943年7月14日），德国跳远运动员。他曾经將奥运金牌得主杰西·欧文斯帶到希特勒所在的看檯前舉起雙手和觀眾們一齊高喊杰西·欧文斯的名字，而被纳粹高官警告。二战开始后，卡尔·路德维格·朗进入德军服役。他最后在西西里岛战役中战死。